# Agalinis viridis
Agalinis viridis là loài thực vật có hoa thuộc họ Cỏ chổi. Loài này được (Small) Pennell mô tả khoa học đầu tiên năm 1922.